# Physiomorphus angustus
Physiomorphus angustus es una especie de coleóptero de la familia Mycteridae.

## Distribución geográfica
Habita en Brasil.